# Eleições estaduais de Berlim Ocidental em 1985
As eleições estaduais de Berlim Ocidental em 1985 foram realizadas a 10 de Março e, serviram para eleger os 144 deputados para o parlamento estadual.
A União Democrata-Cristã, apesar de ter tido menos 1,6%, manteve-se, com uma larga distância, o partido mais votado, ao conquistar 46,4% dos votos.
O Partido Social-Democrata da Alemanha continuou com um forte declínio eleitoral, perdendo, cerca de, 6% em relação a 1981, ficando-se pelos 32,4% dos votos.
A Lista Alternativa e o Partido Democrático Liberal tiveram resultados positivos, com ambos os partidos a subirem em votos e deputados, conseguindo 10,6% e 8,5% dos votos, respectivamente.
Após as eleições, a coligação de governo entre democratas-cristãos e liberais, manteve-se na liderança do estado.

## Resultados Oficiais
| Partido                 | Partido                     | Votos     | %     | +/-   | Deputados | +/-   |
| ----------------------- | --------------------------- | --------- | ----- | ----- | --------- | ----- |
|                         | União Democrata-Cristã      | 577 867   | 46,41 | 1,54  | 69 / 144  | 4     |
|                         | Partido Social-Democrata    | 402 875   | 32,36 | 5,97  | 48 / 144  | 3     |
|                         | Lista Alternativa           | 132 484   | 10,60 | 3,42  | 15 / 144  | 6     |
|                         | Partido Democrático Liberal | 105 209   | 8,45  | 2,86  | 12 / 144  | 5     |
|                         | Aliança Democrática         | 15 857    | 1,27  | Novo  | 0 / 144   | Novo  |
|                         | Outros                      | 10 712    | 0,87  |       | 0 / 144   |       |
| Votos Inválidos         | Votos Inválidos             | 14 814    |       |       |           |       |
| Total                   | Total                       | 1 259 818 | 100   |       | 144 / 144 | 12    |
| Eleitorado/Participação | Eleitorado/Participação     | 1 507 276 | 83,58 | 1,71  |           |       |
| Fonte                   | Fonte                       | [ 1 ]     | [ 1 ] | [ 1 ] | [ 1 ]     | [ 1 ] |